# Neoperilampus
Neoperilampus is een geslacht van vliesvleugeligen uit de familie Pteromalidae. De wetenschappelijke naam van dit geslacht is voor het eerst geldig gepubliceerd in 1915 door Girault & Dodd.

## Soorten
Het geslacht Neoperilampus is monotypisch en omvat slechts de volgende soort:
- Neoperilampus niger Girault & Dodd, 1915